# Domme
Domme là một xã trong tỉnh Dordogne, thuộc vùng hành chính Aquitaine của nước Pháp, có dân số là 1030 người (thời điểm 1999). Domme là một trong những làng đẹp nhất của Pháp và là một điểm du lịch trong vùng Périgord Noir.